# Stefan Hundt

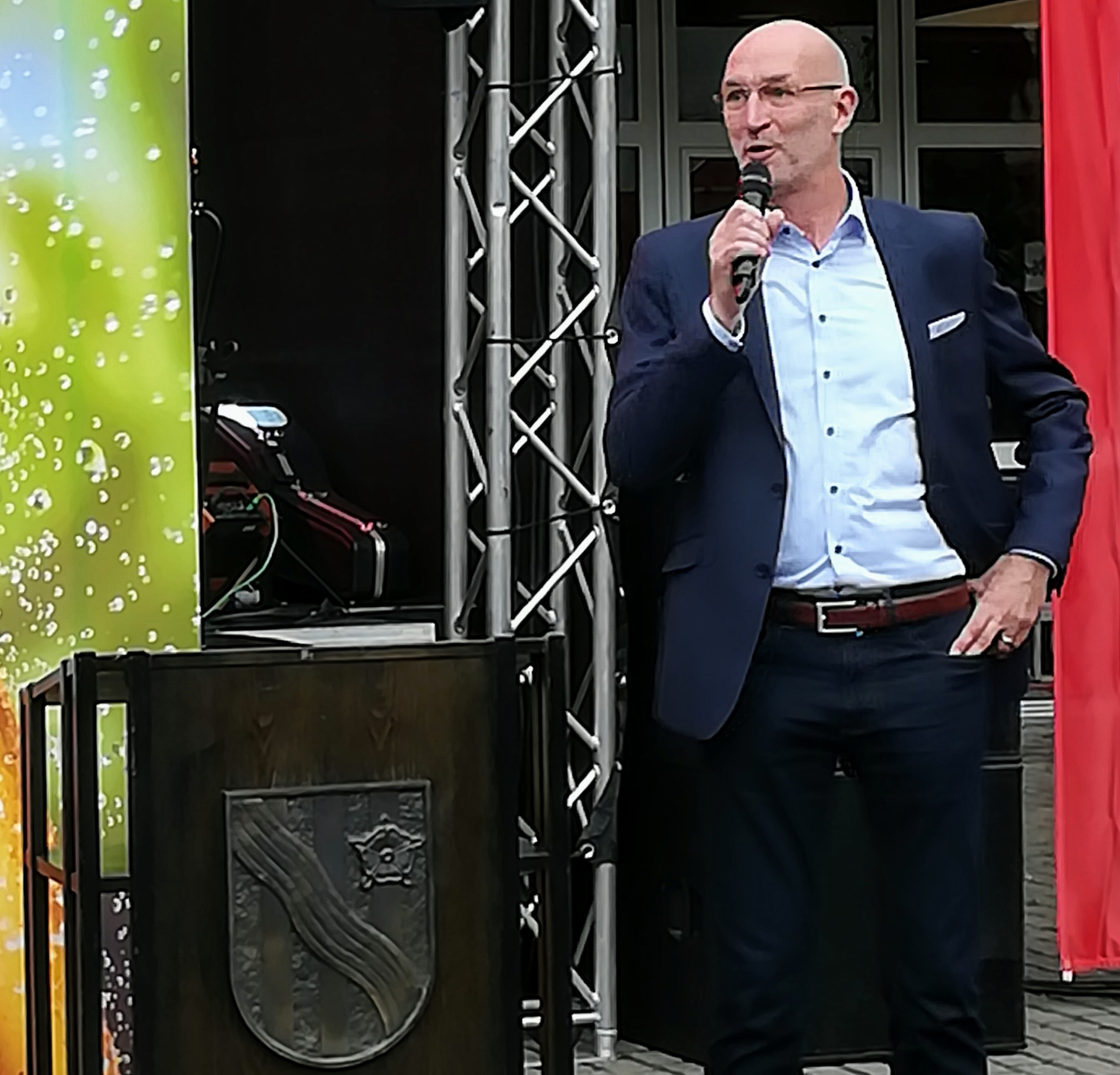
Stefan Hundt (2018)

Stefan Hundt (* 1958 in Drolshagen) ist ein deutscher Politiker (CDU), der von 2009 bis 2020 Bürgermeister der Stadt Lennestadt im Kreis Olpe (Nordrhein-Westfalen) war.

## Werdegang
1976 trat Stefan Hundt in die Junge Union ein. 1978 machte er sein Abitur am Städtischen Gymnasium in Olpe. Ein Studium schloss er 1983 als Diplom-Verwaltungswirt (FH) ab, im selben Jahr wurde er Mitglied der CDU. Bis 2002 war er Leiter des Stadtbauamtes seiner Geburtsstadt Drolshagen. Danach wechselte er nach Lennestadt, wo er Beigeordneter war sowie Allgemeiner Vertreter des Bürgermeisters Alfons Heimes. Gleichzeitig wurde er Geschäftsführer des Stadtmarketing Lennestadt e.V. und zusätzlich seit 2005 der Lennestädter Liegenschaftsverwaltung und Stadtservice GmbH.
Stefan Hundt hat einen Sohn und eine Tochter.

## Bürgermeisteramt
Nachdem Bürgermeister Alfons Heimes nach zwölf Jahren im Amt 2009 in den Ruhestand gegangen war, wurde Stefan Hundt als CDU-Kandidat bei der Bürgermeisterwahl 2009 mit 72,9 Prozent der gültigen Stimmen im ersten Wahlgang gewählt. Mit 67,9 Prozent der gültigen Stimmen wurde er 2014 wiedergewählt. Zur Kommunalwahl 2020 trat Hundt nicht wieder an, zu seinem Nachfolger wurde Tobias Puspas (CDU) gewählt.
Im Städte- und Gemeindebund Nordrhein-Westfalen ist er Mitglied des Ausschusses für Schule, Kultur und Sport sowie Mitglied des Ausschusses für Städtebau, Bauwesen und Landesplanung.